# Saint-Amant-de-Nouère
Saint-Amant-de-Nouère è un comune francese di 414 abitanti situato nel dipartimento della Charente, nella regione della Nuova Aquitania.

## Società

### Evoluzione demografica
Abitanti censiti